# Gymnobucco bonapartei
Gymnobucco bonapartei és una espècie d'ocell de la família dels líbids (Lybiidae) que rep en diverses llengües el nom de "barbut gorjagrís" (Anglès: Grey-throated Barbet. Francès: Barbican à gorge grise). Habita els boscos del sud de Camerun, Guinea Equatorial, el Gabon, República del Congo, sud de la República Centreafricana, nord i sud de la República Democràtica del Congo, el Sudan del Sud, oest de Tanzània, Ruanda, Uganda i oest de Kenya.